# Imam Arifin
Imam Arifin, né le 16 décembre 1995, est un coureur cycliste indonésien.

## Biographie
En 2017, Imam Arifin se distingue en remportant une étape du Tour de Florès,. Il termine également cette course à la quatrième place du classement général. La même année, il s'impose sur deux étapes du Tour de Singkarak.
Lors du Tour d'Indonésie 2018, il est contrôlé positif à diverses substances interdites. L'UCI le suspend pour une durée de deux ans, jusqu'au 24 octobre 2020.

## Palmarès et résultats

### Palmarès par année
- 2017
  - 2e étape du Tour de Florès
  - 6e et 7e étapes du Tour de Singkarak
  - 3e étape du Tour de Siak

### Classements mondiaux
| Année                                 | 2016  | 2017  | 2018  |
| ------------------------------------- | ----- | ----- | ----- |
| Classement mondial                    | 2788e | 1453e | 1540e |
| UCI Asia Tour                         | 645e  | 237e  | 256e  |
|                                       |       |       |       |
| Légende : nc = non classéSource : UCI |       |       |       |